# Euphorbia arteagae
Euphorbia arteagae är en törelväxtart som beskrevs av William Russell Buck och Michael J. Huft. Euphorbia arteagae ingår i släktet törlar, och familjen törelväxter. Inga underarter finns listade i Catalogue of Life.